# 莲花池

莲花池全景，可见北京西站站房

莲花池，位于北京市丰台区莲花池路48号，北京西站南广场西侧。

## 简介
莲花池古称“西湖”，原为湖泊和湿地，是薊城西郊一条小河“洗马沟”（今称莲花河）的上源。北魏酈道元的《水經注·卷十三 漯水》记载：

漯水又东与洗马沟水合，水上承蓟水，西注大湖。湖有二源，水俱出县西北平地，导源流结西湖，湖东西二里，南北三里，盖燕之旧池也。绿水澄澹，川亭望远，亦为游瞩之胜所也。湖水东流为洗马沟，侧城南门东注，昔铫期奋戴处也。其水又东入漯水，漯水又东径燕王陵南，陵有伏道，西北出蓟城中。
莲花池是蓟城的供水水源，也是风景名胜。938年，蓟城改为辽朝陪都，称南京。1153年，金朝继辽朝之后正式在此建都，改称中都，在扩建中将洗马沟圈进中都城内，成为皇家园林的一部分。从薊城到中都，城址一直未改變，都在莲花池东侧，以方便从蓮花池及莲花河引水。元朝时，因莲花河水系水源不敷更大都城的需要，城址遂往東北方略移，营建大都，以取得東北郊外湖泊和高梁河水系的水源。此后，西湖逐渐荒废。1984年，莲花池被列为第三批北京市文物保护单位。
1975年，因北京站客流量早就超负荷，中华人民共和国铁道部部长万里组织北京市规划局、铁道部第三勘探设计院、北京铁路局等单位研究北京西客站方案。1981年10月，北京铁路局正式向铁道部及北京市提报建设北京西客站的报告。为节省拆迁费，有方案提议废弃莲花池，将池畔小山包推入湖中填平，在其上兴建北京西客站。当时莲花池已近干枯，为养鸭、挖沙之处。
北京大学历史地理学家侯仁之很关心会城门附近古迹保护，一直同北京铁路局保持联系，当时北京铁路局主抓基建的副局长郝慎铭常向他请教。为确定北京西客站站址，1984年郝慎铭和北京西客站规划设计部副部长、高级工程师邵毓宾专程到北京大学燕南园61号侯仁之寓所拜访侯仁之。侯仁之强调莲花池作为金中都现存惟一遗址的价值，指出莲花池是北京城的起源，应当保留。后来的规划方案接受了侯仁之的意见，将北京西客站主楼向东北挪约100米，至莲花池东北岸。从1989年开始拆迁至1993年北京西客站开工，拆迁费花去十多亿人民币。为完整保留莲花池，北京西客站客运车场中轴线向东平移150米，西附楼比东附楼短近70米。目前，蓮花池成為了鐵路迷拍攝列車的熱點之一。
根据侯仁之建议，中共北京市委、北京市人民政府将莲花池环境整治工程和后门桥文物修复工程同时列入北京市人民政府重点抢救修缮工程项目。1998年6月，莲花池恢复改造工程启动，由丰台区园林局负责实施。此后两年，北京市和丰台区共投资3500万元人民币，由北京市副市长汪光焘主抓，先后完成莲花池内湖、游船码头、风荷亭、万人广场、喷泉、长廊等的建设，并按侯仁之建议，从玉渊潭引水注入莲花池内，补种荷花，使已干涸八年的莲花池恢复美丽风貌。
2000年12月21日，莲花池和后门桥遗址同时举行修复竣工仪式，莲花池公园正式开园。
在该时期，侯仁之写下《莲花池畔再论古代西湖与北京城址的演变》一文，后被作为《莲花池记》书写在古典式宣传橱窗立于莲花池东北岸的白马玉石雕像旁，同时还附《辽陪都南京城》、《金中都城》、《元大都城》、《明清北京城》四幅古地图及莲花池公园总平面彩图一幅。
莲花池公园西北岸立有一尊汉白玉雕像《莲花仙子与藕郎》，雕像脚旁附有莲花仙子与藕郎的传说。
2008年1月，在莲花池公园东广场建成露天景观剧场，面积3666平方米，设1838个固定座椅，举办文艺演出和文化活动。
2010年底开始，莲花池公园北广场的品莲轩被出租，不再对游客开放，品莲轩还向两侧各扩建出4个房间。2011年7月，品莲轩又违章进行扩建。2011年8月31日到9月3日，丰台区园林绿化局公园科拆除该违章建筑，品莲轩基本恢复原貌。
莲花池公园现植有太空莲3号等300余个品种的荷花。以荷花和金中都为题，建有多个景区。